# Ray Kaart

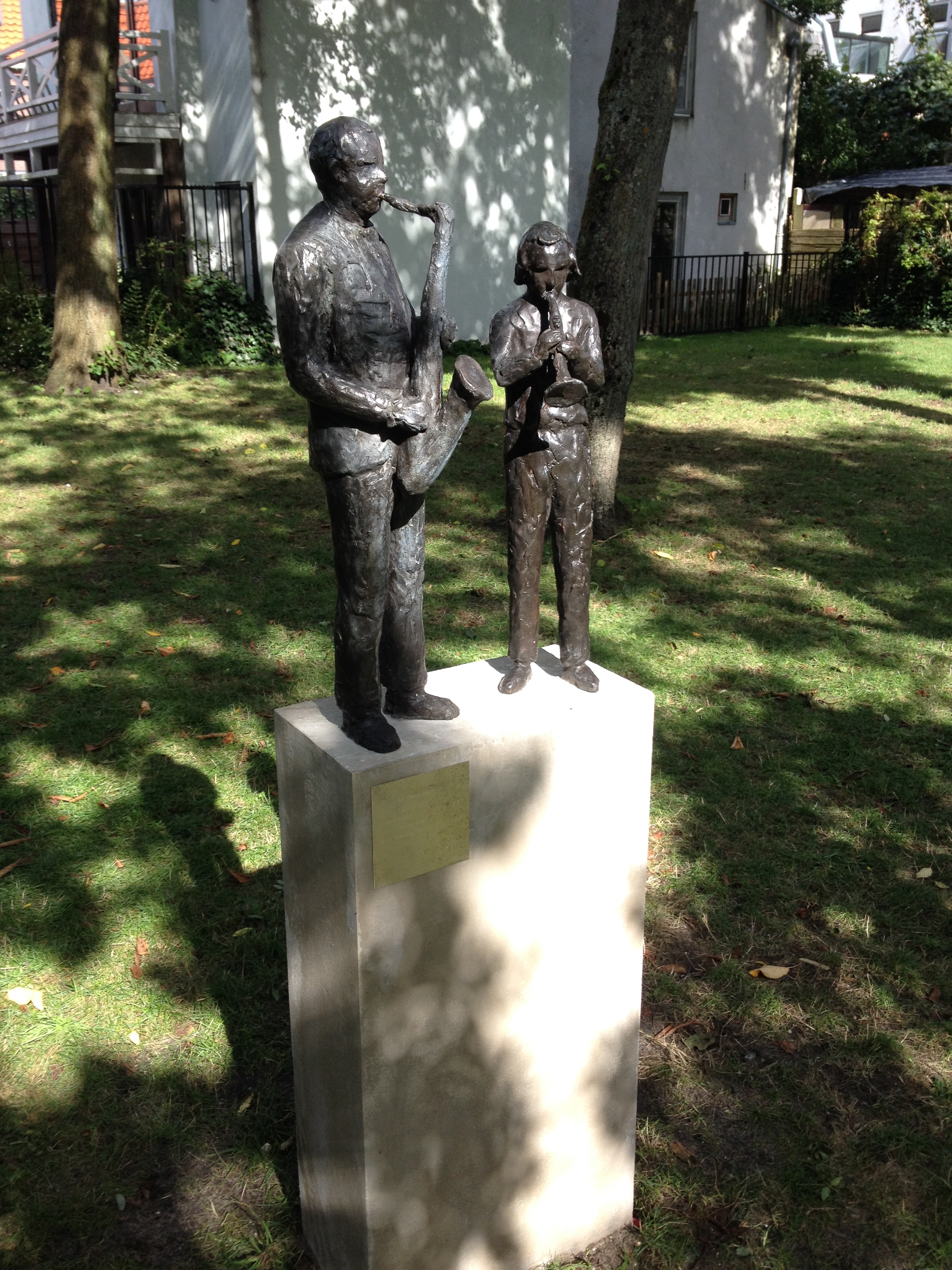
Bronzeplastik von Ruud Brink und Ray Kaart in Haarlem

Desiré François „Ray“ Kaart (* 13. Januar 1934 in Haarlem; † 13. Januar 2011 ebendort) war ein niederländischer Jazzmusiker (Trompete).

## Leben und Wirken
Kaart erlernte Trompete im Harmonieorchester der Druckerei Johan Enschede, wo sein Vater arbeitete und musizierte. Ab 1956 arbeitete er professionell als Trompeter im Orchester von Ted Easton, mit dem er auf einer Telefunken-EP dokumentiert ist. Zwischen 1962 und 1966 war er Mitglied der Dutch Swing College Band (neben seinem Bruder Dick Kaart an der Posaune). Unter eigenem Namen entstand 1966 die Single Sunny Day. Er schloss sich den Stork Town Dixie Kids an und kehrte zum Orchester von Ted Easton zurück, der in der Zwischenzeit einen Jazzclub in Scheveningen gegründet hatte; dort wurde Ende 1968 ein Doppelalbum aufgenommen, auf dem er neben Jan Morks spielte. Im August 1970 begleitete er Ben Webster auf dem Album Ben at His Best. Darüber hinaus nahm er mit den Stork Town Dixie Kids und Gelegenheitsformationen wie der Cheese Town Jazzband, den Dutch Dixie Devils, den Dutch Dixie All Stars, den Kansas City Stompers, der Haarlem Dixieland Band, aber auch der Revival Jazzband Langspielplatten auf.
Für drei Jahre, zwischen 1977 und 1980, gehörte er noch einmal zur Dutch Swing College Band. Dann arbeitete er mit Ruud Brink, mit dem 1987 das Album Just You just Me just Jazz entstand. 1997 spielte Ray mit seiner Tochter Jolanda auf einer CD-Aufnahme der Flying Dutchman Jazzband. Mit seiner Tochter trat er später mit der Haarlemer Senior/Junior Jazzband auf. 2008 erhielt er die Verdienstmedaille der Stadt Haarlem. Posthum erschien 2012 die Kompilation Spaarne Blues mit Titeln von Ruud Brink und Ray Kaart; mit ihr wurde die Herstellung der Bronzeplastik der beiden Musiker, die im Egelantiertuin in Haarlem aufgestellt wurde, unterstützt.